# ستنشوکو
ستنشوکو (به لهستانی:  Stęszewko) یک روستا در لهستان است که در گمینا پوبیجسکا واقع شده‌است.